# Vira Eklund
Maria Elvira (Vira) Eklund, född Gustafsson, 13 februari 1880 i Rytterne, död 9 december 1967 i Bromma i Stockholm, var en svensk folkskollärare, författare och (folkpartistisk) politiker. Pseudonymer: Barbro, Birger, Wira.

## Biografi
Föräldrar var lantbrukaren Gustaf Johansson och Maria Andersson. Hon tog folkskollärexamen 1898 och var därefter folkskollärare i Strömsholm 1899-1901, Bjuråkers landskommun 1901-1903 samt 1907-1909, Västra Vingåkers landskommun 1910, Tidö (Rytterne landskommun) 1911-1915 samt Ösmo landskommun 1921-1940. 
Hon var aktiv i nykterhetsrörelsen och var bland annat ledamot i IOGT:s verkställande råd 1920-1939 samt i styrelsen för Vita bandet 1925-1955. Hon var även ledamot i styrelsen för Sveriges folkskollärarinneförbund 1927-1940.
Hon var också liberal politiker och var vice ordförande i förtroenderådet (ungefär motsvarande vice partiordförande) för Frisinnade landsföreningen 1928-1934 samt i Folkpartiet 1934. Hon var ordförande för Kvinnogruppen inom Frisinnade Folkpartiet 1924-1934 och Folkpartiets kvinnoförbunds första ordförande åren 1935-1938. Eklund var riksdagsledamot i andra kammaren för Stockholms läns valkrets 1934-1936, före den liberala partisammanslagningen för Frisinnade folkpartiet och från 1935 för Folkpartiet. I riksdagen arbetade hon framför allt med utbildningspolitik.
Eklund medarbetade tidigt i tidningspressen med folklivsberättelser, noveller och uppsatser. Sin litterära debut gjorde hon 1905 med romanen Vårbrytningar. Den följdes av flera populära folklivsskildringar.

### Skönlitteratur
- Vårbrytningar : Hälsingelif tecknadt / af Wira. Örebro. 1905. Libris 2629184
- Folket i Rågnora. Stockholm: Eklund. 1923. Libris 1471922
- Joakim Karlsson och annat statfolk. Uppsala: Lindblad. 1924. Libris 1471924
- Odygdens vägar. Uppsala: Lindblad. 1925. Libris 1471925
- Pastor Gabriel : roman. Stockholm: O. Eklund. 1926. Libris 1329280
- Sjöboda skola. Uppsala: Lindblad. 1927. Libris 2629182
- Birgit Ramm. Uppsala: Lindblad. 1928. Libris 1329278
  -  Storbondens datter. København. 1949. Libris 2629183 - Dansk översättning.
- Syster Gerda. Uppsala: Lindblad. 1930. Libris 1329282
- Gott folk. Uppsala: Lindblad. 1931. Libris 1353467
- Vår nästa : roman. Uppsala: Lindblad. 1932. Libris 1353469
- Det ljusnar över bygden. Stockholm: Nordisk rotogravyr. 1933. Libris 1353466
- Sin moders ende son. Uppsala: Lindblad. 1937. Libris 1363305
- Barbro från Ytterön. Stockholm: Nordisk rotogravyr. 1939. Libris 1363304
- Eva och livet. Uppsala: Lindblad. 1943. Libris 1395900
  -  Eva og Livet. København. 1945. Libris 1813112 - Dansk översättning.

### Varia
- Föredrag på kvinnornas dag den 7 sept. 1924. Stockholm: Tr.-a.-b. Handelstr. 1924. Libris 1471923
- En kvinnornas gärning : föredrag av Vira Eklund. Stockholm: Förbudsvännernas landsförbund. 1926. Libris 1329279
- Godtemplarordens dag / programförslag av Hans Norling ; och tal av Vira Eklund. Stockholm: O. Eklunds tr. 1947. Libris 10207994